# 浅利妙峰
浅利 妙峰（あさり みょうほう、1952年 - ）は、大分県佐伯市の麹（こうじ）食品専門店・糀屋本店の9代目社長。「こうじ屋ウーマン」を名乗り、麹文化の普及と伝承活動を行っている。

## 来歴
1952年（昭和27年）、1689年（元禄2年）創業の糀屋本店の長女として生まれる。幼名は直美（なおみ）。
1972年（昭和47年）に糀屋本店に入社。
時代の変化から味噌や醤油・甘酒は家庭で作るものから買うものに変化しており、麹の売り上げは年々減少、2005年には糀屋本店の8代目の幸一が体調を崩し、店の存続を迫られることになった。
浅利は打開策を求め古い文献を読み漁り、江戸時代の文献『本朝食鑑』から漬物床としての「塩麹漬」の存在を知る。
半年間の試行錯誤を経て、2007年に調味料としての塩糀を商品化、同時に店頭での講習会やブログ・著作で塩糀を利用したレシピを公開した。
評判は徐々に口コミで広まり、2011年には塩麹がブームとなった。
浅利は自身が開発した塩糀の「黄金比率」や使い方を公開していたこともあり、塩麹は大手メーカー各社からも商品化され、2011年当時は2億円だった麹業界の売り上げは、翌2012年には31倍の62億円になったとされている。
2012年からは糀屋本店の9代目社長（代表取締役）に就任。
塩糀以外にも甘酒を砂糖の代わりに用いるなど、麹を使った製品の研究開発を行うだけでなく、欧米・南米・アジアへ渡り麹文化の普及活動も行っている。
2013年、平成25年度「女性のチャレンジ賞」受賞（内閣府男女共同参画局）他複数。

## 著書
著者名が省略されている本は単著。
- 『温故知新の「糀レシピ」』 糀屋本店、2009年5月[7]
- 『糀屋本店の塩麹レシピ』 PHP研究所、2011年11月、ISBN 978-4-569-80063-9
- 『ひとさじで料亭の味! 魔法の糀レシピ』 講談社、2011年12月、ISBN 978-4-062-99547-4
- 『浅利妙峰が伝えるはじめての糀料理』 西日本新聞社、2012年1月、ISBN 978-4-816-70841-1
- 前橋健二 共著『旨みを醸し出す 麹のふしぎな料理力』 東京農業大学出版会、2012年7月、ISBN 978-4-886-94412-2
- 大部正代 共著『糀でつくる一汁三菜 イキイキごはんで適量生活』 西日本新聞社、2013年3月、ISBN 978-4-816-70859-6
- 『浅利妙峰の母になるとき読む本』 致知出版社、2014年3月、ISBN 978-4-800-91027-1
- 『糀屋本店の手作り麹調味料で元気ごはん』 オレンジページ、2016年8月、ISBN 978-4-865-93084-9
- 浅利定栄 共著『麹パワーできれいになる 糀屋本店の幸せごはんレシピ』 オレンジページ、2018年7月、ISBN 978-4-865-93244-7

## 受賞歴
- 2012年11月 平成24年度「大分合同新聞文化賞」受賞（大分合同新聞社）[7]
- 2012年11月 平成24年度「佐伯市表彰」受賞（大分県佐伯市）[9]
- 2013年3月 平成24年度「大分県女性のチャレンジ賞」受賞（大分県）[6]
- 2013年6月 「女性のチャレンジ賞」受賞（内閣府男女共同参画局）[8]
- 2013年8月  平成25年度「市長賞詞」受賞（大分県佐伯市）[10]

## 出演

### TV
- 2012年8月、日本放送協会「プロフェッショナル 仕事の流儀」[11]
- 2017年3月、テレビ東京「日経スペシャル カンブリア宮殿」[12]

## 外部サイト
- 糀屋本店公式サイト
  - こうじ屋ウーマン 浅利妙峰